# 手鼓
手鼓是一种通常用裸手而不是用棍棒、槌、锤或其他类型的敲击器来演奏的鼓。

## 类型

### 中东和近东
- 鈴鼓
- 达甫

### 非洲
- 金贝鼓，最为人熟知的非洲鼓
- 阿坎鼓

### 拉丁打击乐
- 康加鼓
- 邦哥鼓

### 远东和印度
- 塔布拉鼓
- 木丹加鼓
- 象脚鼓